# Glött
Ne doit pas être confondu avec Glot ou Glotte.
Glött est une commune de Bavière (Allemagne), située dans l'arrondissement de Dillingen, dans le district de Souabe.